# Oswaldo Louzada
Oswaldo Louzada, conhecido por Louzadinha (Rio de Janeiro, 12 de abril de 1912 — 22 de fevereiro de 2008), foi um ator e radioator brasileiro.

## Biografia
Oswaldo nasceu no Rio de Janeiro em 12 de abril de 1912, e passa a infância no centro da cidade entre escaladas ao Morro de Santo Antônio e jogos de bola de meia na Praça Tiradentes. Mora com a família em anexo das instalações do Teatro Recreio, onde seu pai, o engenheiro-eletricista Guilherme, o Cadete, é iluminador. Cedo entra em contato com o repertório de peças e operetas. Sua primeira incursão no palco dá-se no vaudeville Meia-noite e Trinta, no Teatro S. José, mas deve seu aprendizado no ofício a Eugênia e a Álvaro Moreyra, criadores do Teatro de Brinquedo.
Sua estreia de fato aconteceu em 1930 na Companhia Belmira de Almeida-Odilon, na qual trabalha seu irmão, o ator Armando Louzada. Aos 18 anos é convidado por Joracy Camargo para integrar o elenco de Cortesão e companhia, e arranca gargalhadas ao contracenar com Dulcina de Moraes. Na Praça Tiradentes, joga “peladas” com um time de futuras celebridades: Mário Lago, Custódio Mesquita, Paulo Gracindo e Walter Pinto, integrantes do Clube dos Boêmios, com direito à mesa cativa no Cabaré Assyrius.
Mudou-se para São Paulo em 1944 onde, sob direção de Oduvaldo Viana, fez parte do elenco de rádio-teatro da Rádio Panamericana. Na ocasião era o noivo de Alair Nazarett, também atriz contratada para o mesmo elenco. Em verdade, porém, Oswaldo Louzada era mais ator de cinema. Nesse mesmo ano de 1944 fez os filmes, Gente Honesta e É Proibido Sonhar. A atriz Luiza Nazareth, mãe de Zilka Salaberry e Lourdes Mayer, que deu a Oswaldo o apelido de Louzadinha.
De volta ao Rio de Janeiro, participou de Uma Luz na Estrada, Inconfidência Mineira, É Proibido Beijar, Mãos Sangrentas, Leonora dos Sete Mares, Rio Fantasia, Rico Ri à Toa, Mulher de Fogo,  Esse Rio que Eu Amo,  Assalto ao Trem Pagador, Gimba, Presidente dos Valentes, Lampião, Rei do Cangaço, Viagem aos Seios de Duília, Procura-se uma Rosa, Crônica da Cidade Amada e Uma Garota em Maus Lençóis.
Em 1971, Oswaldo Louzada voltou seus olhos para a televisão e fez Bandeira 2 na TV Globo. Percebeu que a aceitação do público era maior do que o cinema e resolveu intercalar uma coisa e outra. Fez o filme Guerra Conjugal e novamente telenovelas. Em 1991 fez o papel de padre Euzébio na novela Vamp e o papel em Mulheres Apaixonadas, de 2003, foi a sua consagração, e Oswaldo Louzada foi considerado uma "revelação" como vovô aos 91 anos, parceiro da grande atriz Carmem Silva.
Louzadinha era um dos mais velhos atores em atividade do país, com 95 anos de idade, quando veio a falecer de falência múltipla dos órgãos, na madrugada de 22 de fevereiro de 2008.

## Filmografia

### Televisão
| Ano  | Título                 | Personagem               | Notas                             |
| ---- | ---------------------- | ------------------------ | --------------------------------- |
| 2005 | Sob Nova Direção       | Estevão                  | Episódio: "Sexo, Mentiras & DVD"  |
| 2004 | Sob Nova Direção       | Bispo Abelardo           | Episódio: "Hábito Duvidoso"       |
| 2003 | Zorra Total            | Dedé                     |                                   |
| 2003 | Mulheres Apaixonadas   | Leopoldo de Sousa Duarte |                                   |
| 2002 | O Quinto dos Infernos  | Alencastro               |                                   |
| 2002 | Malhação               | Seu Antônio              |                                   |
| 2000 | Uga Uga                | Moretti                  |                                   |
| 2000 | Você Decide            | Tio Demétrio             | Episódio: "Oscar Matriz e Filial" |
| 1999 | Você Decide            | —                        | Episódio: "La Mamma"              |
| 1998 | Você Decide            | —                        | Episódio: "O Intruso"             |
| 1997 | Você Decide            | Agenor                   | Episódio: "A Estrada do Amanhã"   |
| 1995 | Cara e Coroa           | Padre                    |                                   |
| 1995 | Engraçadinha           | Médico                   |                                   |
| 1995 | Você Decide            | —                        | Episódio: "A Greve"               |
| 1994 | Você Decide            | Justino                  | Episódio: "Angu de Caroço"        |
| 1994 | Você Decide            | —                        | Episódio: "Corações Partidos"     |
| 1993 | Você Decide            | —                        | Episódio: "Laços de afeto"        |
| 1991 | Vamp                   | Padre Eusébio            |                                   |
| 1990 | Desejo                 | Erico Coelho             |                                   |
| 1990 | Xuxa Especial de Natal | Domador                  |                                   |
| 1989 | Pacto de Sangue        | General Tóti             |                                   |
| 1988 | O Primo Basílio        | Cunha Rosado             |                                   |
| 1986 | Hipertensão            | Padre Vicente            |                                   |
| 1985 | O Tempo e o Vento      | Florêncio (velho)        |                                   |
| 1983 | Champagne              | Aristides                |                                   |
| 1982 | Final Feliz            | Olegário                 |                                   |
| 1981 | Brilhante              | Leonel                   |                                   |
| 1979 | Cabocla                | Felício                  |                                   |
| 1978 | Pecado Rasgado         | Bilu                     |                                   |
| 1977 | Locomotivas            | Chico Rico               |                                   |
| 1976 | Estúpido Cupido        | Guimarães                |                                   |
| 1975 | Escalada               | Galbino                  |                                   |
| 1973 | João da Silva          | —                        |                                   |
| 1971 | Bandeira 2             | Lupa Papa-Defunto        |                                   |
| 1959 | Grande Teatro Tupi     | Vários personagens       |                                   |
| 1956 | Teatro Câmera Um       | Vários personagens       |                                   |

### Cinema
| Ano  | Título                         | Personagem        |
| ---- | ------------------------------ | ----------------- |
| 1996 | A Casa de Açúcar               | —                 |
| 1975 | Guerra Conjugal                | João Corno        |
| 1972 | História de Subúrbio           | —                 |
| 1970 | Uma Garota em Maus Lençóis     | —                 |
| 1965 | Lampião, O Rei do Cangaço      | —                 |
| 1964 | Procura-se uma Rosa            | —                 |
| 1964 | Viagem aos Seios de Duília     | Suero, o guia     |
| 1964 | Crônica da Cidade Amada        | —                 |
| 1963 | Gimba, Presidente dos Valentes | Gabiró            |
| 1962 | Esse Rio que Eu Amo            | —                 |
| 1962 | O Assalto ao Trem Pagador      | —                 |
| 1959 | Mulher de Fogo                 | —                 |
| 1957 | Rio Fantasia                   | —                 |
| 1957 | Rico Ri à Toa                  | Frajola           |
| 1955 | Leonora dos Sete Mares         | Calunga           |
| 1955 | Mãos Sangrentas                | Rat               |
| 1954 | É Proibido Beijar              | Homem no hotel    |
| 1949 | Uma Luz na Estrada             | —                 |
| 1948 | Inconfidência Mineira          | Alvarenga Peixoto |
| 1944 | É Proibido Sonhar              | —                 |
| 1944 | Gente Honesta                  | —                 |
| 1943 | Moleque Tião                   | —                 |

## Teatro[4]
- 1989 - Como Se Tornar Uma Supermãe em Dez Lições
- 1987 - Gardel, uma Lembrança
- 1985 - Este Mundo É um Hospício
- 1983 - Adorável Júlia
- 1983 - Belas Figuras
- 1981 - Viva Sapata
- 1979 - Lola Moreno
- 1975 - Mumu, a Vaca Metafísica
- 1974 - Gente Difícil
- 1973 - Botequim
- 1971 - A Mãe
- 1967 - Homens de Papel
- 1966 - A Alma Boa de Set-Tsuan
- 1966 - Julio César
- 1966 - Rasto Atrás
- 1965 - O Chão dos Penitentes
- 1963 - O Círculo de Giz Caucasiano
- 1962 - O Pagador de Promessas
- 1961 - A Joia
- 1961 - Pedro Mico
- 1961 - Boca de Ouro
- 1959 - A Falecida
- 1959 - Sociedade em Pijama
- 1959 - Do Tamanho de um Defunto
- 1959 - Desejo
- 1959 - Gimba
- 1958 - A Lição
- 1958 - Que Pedaço de Mau Caminho
- 1958 - A Alma Boa de Set-Tsuan
- 1955 - O Zé Aperta o Laço
- 1953 - O Imperador Galante
- 1952 - Está Lá Fora um Inspetor
- 1952 - Loucuras do Imperador
- 1950 - Divórcio
- 1950 - Chica Boa
- 1950 - Canção da Felicidade
- 1949 - Morre um Gato na China
- 1949 - Leonora
- 1942 - Na Pele do Lobo
- 1941 - O Médico à Força
- 1940 - O Maluco Número 4
- 1940 - Pertinho do Céu
- 1938 - Iáiá Boneca
- 1934 - O Último Lord
- 1934 - Canção da Felicidade
- 1934 - Há uma Forte Corrente
- 1930 - Cortesão e companhia
- 1930 - Meia-noite e Trinta